# Kampimodromus judaicus
Kampimodromus judaicus är en spindeldjursart som först beskrevs av Swirski och Amitai 1961.  Kampimodromus judaicus ingår i släktet Kampimodromus och familjen Phytoseiidae. Inga underarter finns listade i Catalogue of Life.